# Nattetale
Nattetale (dänisch Rede der Nacht) ist ein Demo des dänischen Funeral-Doom-Projektes Nortt.

## Geschichte
Der Musiker Nortt veröffentlichte 1997 das Demoband Nattetale als erstes Produkt seines Projekts. Demo und Projekt begannenals Einheit mit der Entstehung erster Songfragmente. Ziel sei dabei lediglich gewesen „dunkle Kunst zu erschaffen.“

„Es begann […] in einer Herbstnacht, als die ersten Noten gespielt und die ersten Zeilen geschrieben wurden.“

Die Grundidee lag darin einen verlangsamten Black Metal mit getragener Atmosphäre zu spielen. Die Einflüsse hierzu lagen bei Burzum, Aghast und Thergothon.

## Albuminformationen
Nattetale ist das erste Demo der Band.

### Umfang und Gestaltung
Das 1997 erstmals veröffentlichte Demo enthält vier separate Stücke, die eine Gesamtspielzeit von 21:08 Minuten haben. Nortt ließ 100 Exemplare des Demos produzieren. Im Jahr 2019 veröffentlichte GS Productions eine unlizenzierte Version des Demos als Doppel-CD mit den Originalaufnahmen und einer remasterten Variante des Demos als separate CD.

### Stil
Nortt nutzt eine musikalische Selbstbeschreibung als „Pure Depressive Black Funeral Doom Metal“.
Und musikalisch entspricht Nortt dieser Umschreibung. Das gesamte musikalische Werk drehe sich „um puren depressiven Funeral Doom und wenig mehr.“ Mit der Kombination von Black Metal und Funeral Doom beabsichtige der Musiker eine möglichst intensive und obskure Atmosphäre zu erzeugen. Und die Musik des Demos hielt bereits die „Formel, die der Künstler für den Rest seiner Karriere verwenden sollte,“ vor.
Das Demo beginnt mit einem Synthesizer-Intro, das eine schlichte Cello-Melodie mit Flüstern einführt die als Grundgerüst der gesamten Musik des Demos dient. Das Stück Dystert Sind wurde später mehrfach neu aufgenommen und als Outro folgender Veröffentlichungen genutzt. Der Klang erscheint ruhig und langsam. Darauf folgt die stereotype Musik der Band mit „langsamen, ultra verzerrten und harschen“ Gitarrenspiel. Der Gesang wird vornehmlich als „gequältes Flüstern“ präsentiert. Gelegentlich erscheint es als Raunen, Stöhnen und Schreien.
Beizeiten erscheint das Spiel sauberer und mehr basierend auf einzelnen Riffs. Das Schlagzeugspiel ist ein leiser stetiger, monotoner und repetitiver Rhythmus, vornehmlich im mittleren Tempo. Auf Intet Lys I Livet wird Keyboard im Hintergrund genutzt. Keyboard und Gitarre tauschen dabei sogar die Hauptrolle.

## Wahrnehmung
Die Stimmung, die Nortt auf Nattetale aufbaut, sei „genau richtig[,] das Gefühl ist winterlich, kalt, rau und absolut einsam.“ Doch im direkten Vergleich mit späteren Veröffentlichungen, werden „Mängel deutlich“. Der Gesang erscheint zu flach und das Songwriting noch nicht ausgereift.